# Japanischer Komponistenverband
Der Japanische Komponistenverband (jap. 一般社団法人日本作曲家協議会, Ippan Zaidan Hōjin Nihon Sakkyokuka Kyōgikai, engl. „The Japan Federation of Composers Inc.“, kurz: JFC) ist ein 1962 gegründeter Berufsverband und als solcher zugleich der japanische Zweig des Asiatischen Komponistenverbandes (Asian Composers League, kurz: ACL). Zudem ist der Berufsverband selbst außerordentliches Mitglied der „Internationalen Gesellschaft für Neue Musik“ (International Society for Contemporary Music, kurz: ISCM). Der Verband wurde 1983 ein rechtsfähiger Verein (社団法人, Shadan Hōjin) und ist seit 2013 eine reguläre rechtsfähige Stiftung. Neben der regulären Mitgliedschaft von Einzelpersonen können bspw. auch Firmen als Fördermitglieder aufgenommen werden. Der Verband finanziert sich wesentlich durch die Beiträge der Fördermitglieder; der Vorstand des Verbandes arbeitet unentgeltlich.
Der Komponistenverband besitzt 430 Mitglieder und wird gegenwärtig von Isao Matsushita geleitet. Er hat seinen Sitz im Stadtbezirk Shibuya in Tokio. Ziel des Verbandes ist es die gesellschaftlichen Bedingungen und das kreative Dasein von Komponisten zu befördern (Art. 4.1 der Satzung) und freundschaftliche Beziehungen zwischen Musikern weltweit zu pflegen (Art. 4.3 der Satzung). Zu diesem Zweck gibt der Verband jährlich einen Katalog der Kompositionen heraus, der bisher ca. 700 Werke beinhaltet und an Musikorganisationen oder auf Anfrage verschickt wird (Art. 4.4 der Satzung). Zudem erscheint einmal im Jahr eine Zusammenstellung von Werken aus dem Katalog als CD. Außerdem gehört die Organisation unterschiedlicher Musikveranstaltungen zu den Aktivitäten des Verbandes.
Als Berufsverband vertritt die JFC die Rechte ihrer Mitglieder an der Verwertung ihrer Kompositionen (Art. 4.2 der Satzung). Der Verband arbeitet dazu mit einer Abteilung des Amtes für kulturelle Angelegenheiten zur Unterstützung künstlerischer Organisationen und der Ausbildung von Arbeitskräften sowie mit der Gesellschaft zur Vergütung von Tonaufnahmen (私的録音補償金管理協会, Society for Administration of Remuneration for Audio Home Recording, kurz: sarah) zusammen. Der JFC gehört zum landesweiten Zusammenschluss von Krankenkassen für Künstler (国民健康保険組合, National Health Insurance Union of Artists) und stellt damit Künstlern einen Zugang zur gesetzlichen Krankenversicherung zur Verfügung.